# Mikel Shane Prather
Mikel Shane Prather ist ein US-amerikanischer Komponist und Filmkomponist.

## Leben
Prather studierte von 2008 bis 2012 das Fach Musik an der Tarleton State University, die er mit dem Bachelor of Arts verließ. Von 2013 bis 2015 machte er seinen Masterabschluss in Musikkomposition an der Butler University. Heute lebt er in Los Angeles. Erste Tätigkeiten im Bereich der Komposition hatte er im Computerspiel Blade & Soul aus dem Jahr 2012. Es folgten in den nächsten Jahren weitere Musikstücke für Computerspiele. Seit 2016 komponiert er hauptsächlich Filmmusik für Filme des Filmstudios The Asylum.

## Filmkomposition (Auswahl)
- 2013: Allegiance of Powers (Fernsehserie, Episode 1x08)
- 2013: Submersion (Kurzfilm)
- 2013: Force Push (Fernsehserie, 5 Episoden)
- 2014: One Die Short (Kurzfilm)
- 2014: Safe Place (Kurzfilm)
- 2014: Lothario (Kurzfilm)
- 2014: Murder Mill (Kurzfilm)
- 2016: Sinbad and the War of the Furies
- 2016: Trolland – Das Geheimnis liegt zu euren Füßen (Trolland, Animationsfilm)
- 2016: Villain Squad – Armee der Schurken (Sinister Squad)
- 2017: Oceans Rising
- 2017: Air Speed – Fast and Ferocious (The Fast and the Fierce)
- 2017: King Arthur and the Knights of the Round Table
- 2018: Alien Predator: Hunting Season (Alien Predator)
- 2018: Megalodon – Die Bestie aus der Tiefe (Megalodon, Fernsehfilm)
- 2019: Clown – Willkommen im Kabinett des Schreckens (Clown)
- 2019: The Adventures of Aladdin (Adventures of Aladdin)
- 2020: Apocalypse of Ice – Die letzte Zuflucht (Apocalypse of Ice)
- 2020: Asteroid-a-Geddon – Der Untergang naht (Asteroid-a-Geddon)
- 2020: Battle Star Wars – Die Sternenkrieger (Battle Star Wars)
- 2020: Homeward – Finde deine Bestimmung (Homeward, Animationsfilm)
- 2020: In the Drift
- 2020: Meteor Moon
- 2020: Shark Season – Angriff aus der Tiefe (Shark Season)
- 2021: 2021 – War of the Worlds: Invasion from Mars (Alien Conquest)
- 2021: Ape vs. Monster
- 2021: Aquarium of the Dead
- 2021: Jungle Run – Das Geheimnis des Dschungelgottes (Jungle Run)
- 2021: Megaboa – 20 Meter, die fressen wollen (Megaboa)
- 2021: Megalodon Rising – Dieses Mal kommt er nicht allein (Megalodon Rising)
- 2021: Robot Apocalypse (Fernsehfilm)
- 2021: Swim – Schwimm um dein Leben! (Swim)
- 2021: The Devil’s Triangle – Das Geheimnis von Atlantis (Devil’s Triangle)
- 2021: Triassic Hunt
- 2021: War of the Worlds – Die Vernichtung (War of the Worlds: Annihilation)
- 2022: 2025 Armageddon – Willkommen im Multiversum (2025 Armageddon)
- 2022: 4 Horsemen: Apocalypse – Das Ende ist gekommen (4 Horsemen: Apocalypse)
- 2022: Alien Space Battle (Attack on Titan)
- 2022: Battle for Pandora
- 2022: Bullet Train Down
- 2022: Dracula – The Original Living Vampire (Dracula: The Original Living Vampire)
- 2022: Jurassic Domination
- 2022: Moon Crash
- 2022: Shark Side of the Moon
- 2022: Shark Waters
- 2022: Thor: God of Thunder
- 2022: Titanic 666
- 2022: Top Gunner 2 – Danger Zone (Top Gunner: Danger Zone)
- 2022: Super Volcano (Fernsehfilm)
- 2022: Megaquake – Kalifornien am Abgrund (20.0 Megaquake, Fernsehfilm)
- 2023: America is Sinking
- 2023: Arctic Armageddon
- 2023: Battle of the Atlantic – America vs Russia (Top Gunner: Battle of the Atlantic)
- 2023: Blind Waters
- 2023: DC Down – Washington in Flammen (DC Down)
- 2023: Doomsday Meteor
- 2023: Megalodon: The Frenzy
- 2023: Snow White and the Seven Samurai
- 2023: Transmorphers 2: Kriegsbestien-Mech (Transmorphers: Mech Beasts)
- 2023: World Invasion: Alien Attack (Alien Apocalypse)
- 2024: 24 Hours to D-Day – Schlacht der Entscheidung (24 Hours to D-Day)
- 2024: Alien: Rubicon
- 2024: Continental Split
- 2024: Earthquake Underground
- 2024: Gladiators – Zurück in der Arena (Gladiators)
- 2024: PlanetQuake (Planetquake)
- 2024: Shark Warning
- 2024: The Twisters
- 2024: Witch Hunter – Der Hexenjäger (Witch Hunter)
- 2025: The Land That Time Forgot

## Computerspiele (Auswahl)
- 2012: Blade & Soul (Computerspiel)
- 2013: Dungeon of Elements (Computerspiel)
- 2013: Last Dream (Computerspiel)
- 2014: The Long Dark (Computerspiel)
- 2015: Armored Warfare (Computerspiel)
- 2017: Resident Evil VII: Biohazard (Computerspiel)
- 2017: The Invisible Hours (Computerspiel)